# نانيه أنان
نانيه أنان (بالسويدية: Nane Annan)‏ (و. 1944  م) هي فنانة سويدية، ولدت في ستوكهولم.

## جوائز
حصلت على جوائز منها:

جائزة تريستان دايل التذكارية ‏ (2002)